# Optina-Kloster

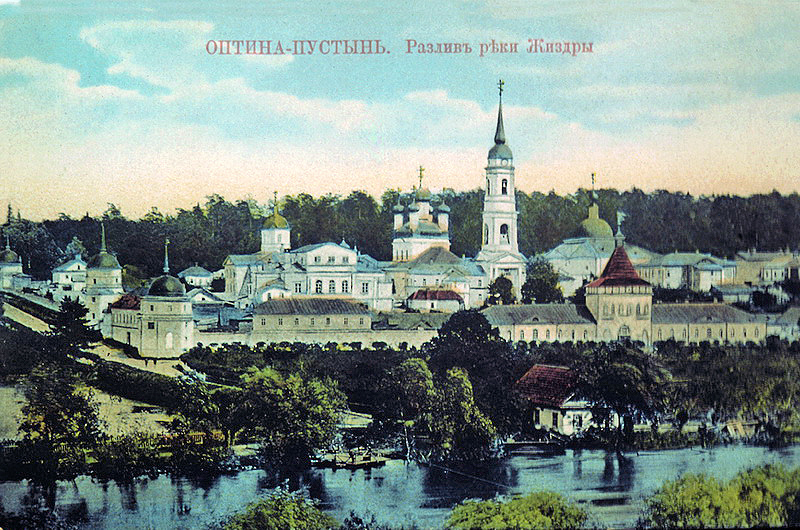
Das Kloster mit dem Fluss Schisdra im 19. Jahrhundert

Das Optina-Kloster russisch (Введенский ставропигиальный мужской монастырь Оптина Пустынь) ist ein russisch-orthodoxes Kloster bei der Stadt Koselsk in der Oblast Kaluga. Das Kloster hat eine Reihe bekannter Starzen hervorgebracht und dadurch in der russischen Kulturgeschichte eine bedeutende Rolle gespielt. 1939/40 befand sich in ihm ein Lager für kriegsgefangene polnische Offiziere, die meisten von ihnen wurden im Massaker von Katyn ermordet.

## Lage und Gebäude

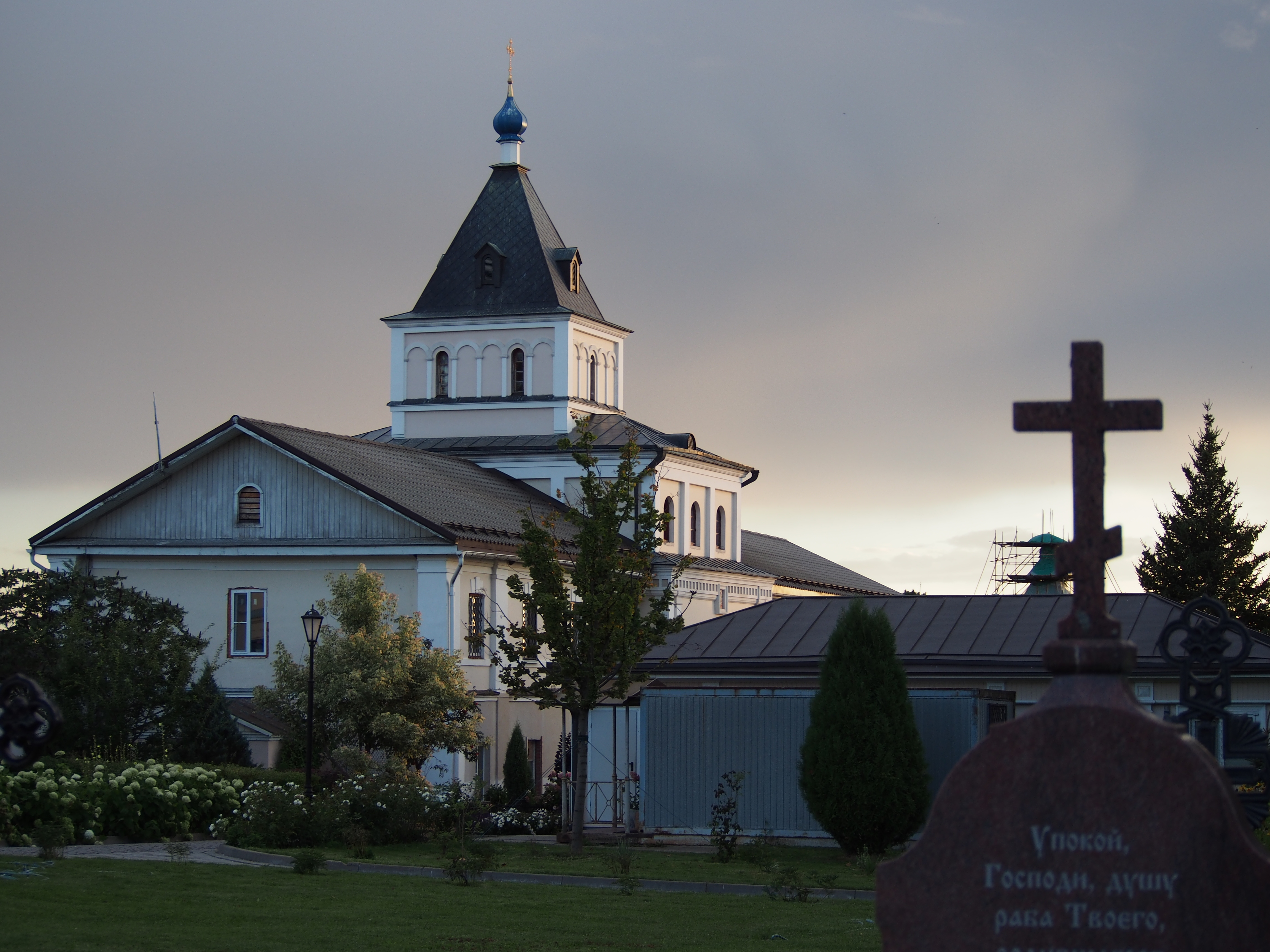
Optina-Kloster

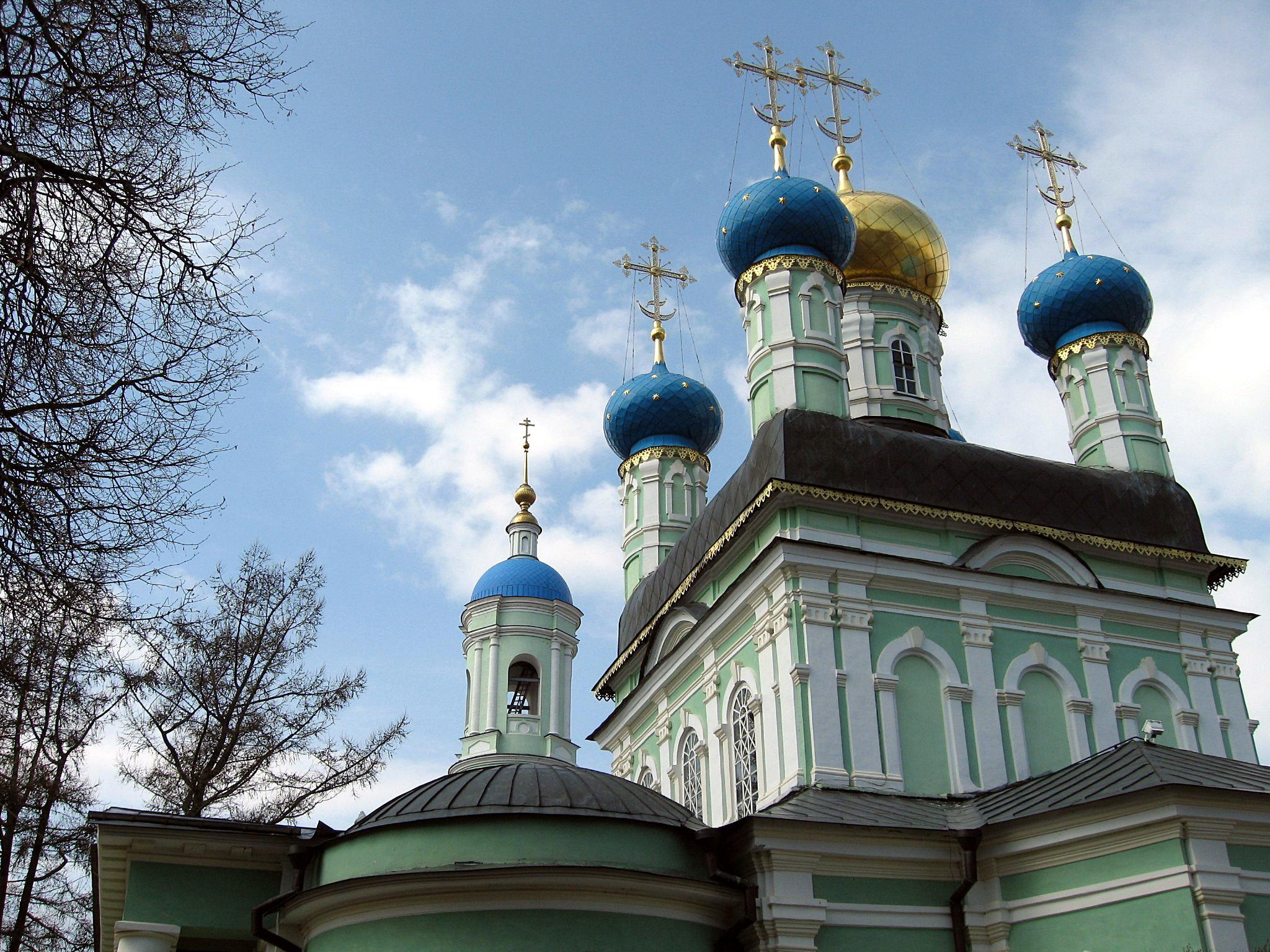
Die Hauptkirche

Das Kloster liegt etwa drei Kilometer nordöstlich von Koselsk am östlichen Ufer der Schisdra. Die Klosteranlage befindet sich innerhalb eines fast quadratischen Areals, das mit einer Mauer umgeben ist.
Derzeit befinden sich am Areal des Klosters und der dazugehörigen Einsiedelei acht Kirchen. Die Hauptkirche ist die Wwedenski-Kathedrale. Sie wurde von 1750 bis 1771 errichtet und trägt mehrere zwiebelgekrönte Türme. Weitere Kirchen sind etwa die Kirche zur Ehre der Ikone der Gottesmutter von Kasan, die Kirche zur Ehre der Ikone der Gottesmutter von Wladimir und die Kirche zu Ehren des Heiligen Hilarion von Gaza. Erst 2007 wurde die Kirche zu Ehren der Verklärung des Herrn errichtet.
Etwa 200 Meter östlich der Hauptanlage liegt im Wald die Einsiedelei (Skyte). In der Mitte der Einsiedelei liegt die Kirche zu Ehren von Johannes dem Täufer. Die Einsiedelei diente dem Schriftsteller Fjodor Michailowitsch Dostojewski auch als Vorlage in seinem Roman Die Brüder Karamasow.

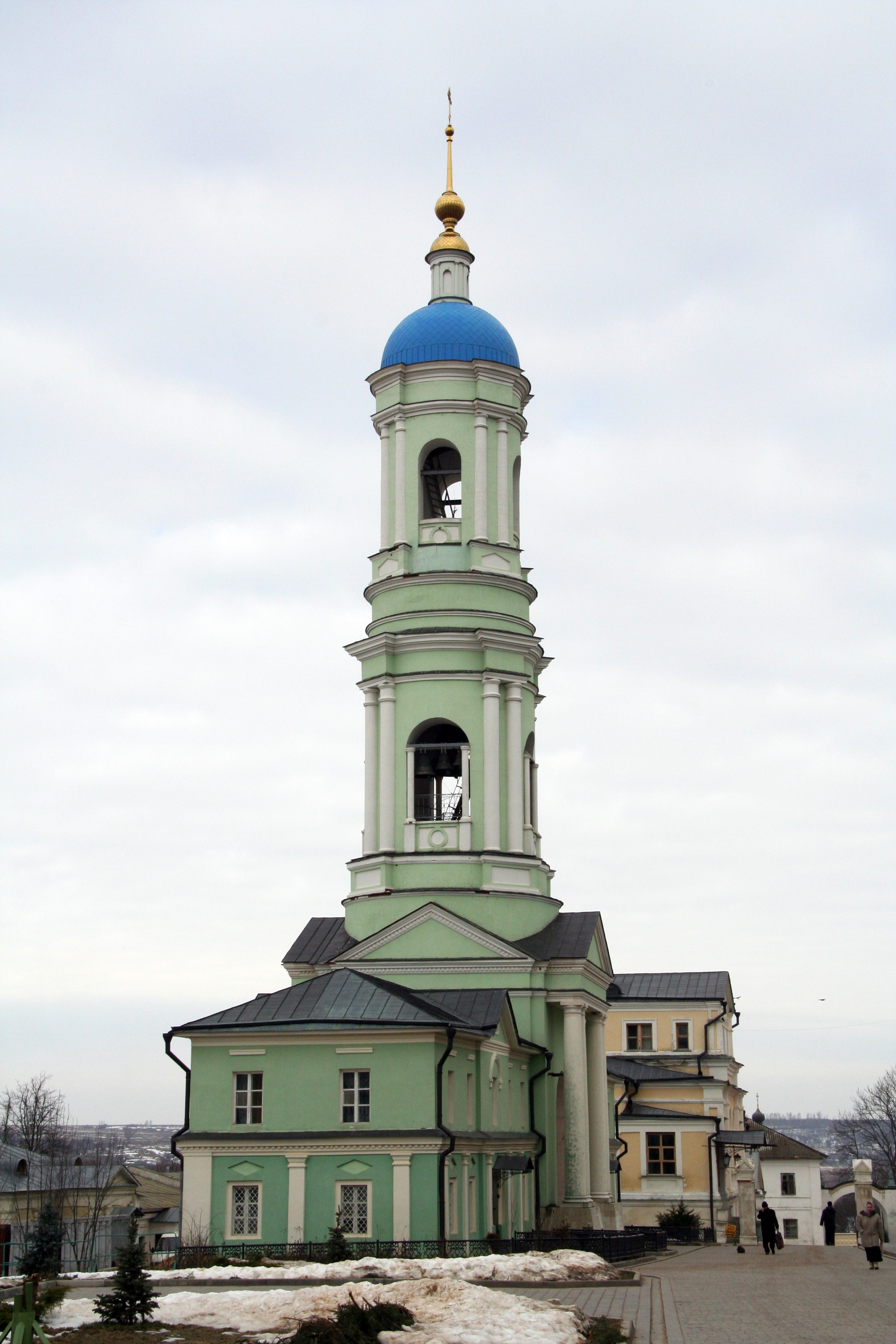
Der Glockenturm

## Geschichte
Die Geschichte des Klosters reicht zumindest bis in das 16. Jahrhundert zurück, bis zum Ende des 18. Jahrhunderts litt das Kloster aber unter Verfallserscheinungen, auch aufgrund einer klosterfeindlichen Politik von Kaiserin Katharina II. Metropolit Platon von Moskau und sein Nachfolger Paisius bemühten sich um eine Erneuerung und Belebung des Klosters. Bereits im frühen 19. Jahrhundert hatte das Kloster eine führende Stellung in der russisch-orthodoxen Kirche inne, einerseits aufgrund der Publikation von spirituellen Texten, andererseits aufgrund der geistlichen Väter. Der Einfluss des Klosters führte unter anderem zu einer weiteren Verbreitung des Jesusgebets im Volk, was unter anderem in den Aufrichtigen Erzählungen eines russischen Pilgers seinen Niederschlag fand.
Nach der Machtergreifung der Bolschewiki in der Oktoberrevolution 1917 wurde das Kloster im Januar 1918 offiziell aufgelöst, konnte aber noch einige Zeit als landwirtschaftliche Genossenschaft weiter betrieben werden. Ein Teil der Mönche verschwand spurlos, andere starben eines gewaltsamen Todes. 1923 mussten die letzten Mönchen das Kloster verlassen, die Gebäude übernahm eine Kolchose. In der Hauptkirche wurde vorübergehend ein Sägewerk eingerichtet, in anderen Gebäuden ein Sanatorium.
Von September 1939 bis Juli 1941 führte die militärisch organisierte Geheimpolizei NKWD in dem Gebäudekomplex das Sonderlager Koselsk für polnische Offiziere und Fähnriche, die bei dem Angriff der Roten Armee auf Ostpolen in Kriegsgefangenschaft geraten waren. Im April und Mai 1940 wurden rund 4400 der Gefangenen von Koselsk in den rund 300 Kilometer entfernten Wald von Katyn gebracht und dort erschossen.
Nach dem Krieg bekam erneut eine Kolchose einen Teil der Gebäude. Hinzu kam eine technische Fachschule. Während der Perestroika wurde der Gebäudekomplex 1987 an die Russisch-orthodoxe Kirche zurückgegeben, 1988 wurde die erste Kirche wieder geweiht.

## Starzen der Optina Pustyn
- Lew Nagolkin (1768–1841)
- Makari Iwanow (1788–1860)
- Moise Putilow (1782–1862)
- Antoni Putilow (1795–1865)
- Ilarion Ponomarew (1805–1873)
- Amwrosi Grenkow (1812–1891)
- Anatoli Serzalow (1824–1894)
- Isaaki Antimonow (1810–1894)
- Iosif Litowkin (1837–1911)
- Warsonofi Plichankow (1845–1913)
- Anatoli Potapow (1855–1922)
- Nektari Optinski (1853–1928)
- Nikon Beljajew (1888–1931)
- Isaak Borbakow (1865–1938)

Der Starez Makari Iwanow

- Ili Nosdrin (* 1932), geistlicher Vater des Moskauer Patriarchen Kyrill I.[6]